# Kybos koreanus
Kybos koreanus är en insektsart som först beskrevs av Matsumura 1931.  Kybos koreanus ingår i släktet Kybos och familjen dvärgstritar. Inga underarter finns listade i Catalogue of Life.